# Raluca Șerban
Raluca Georgiana Șerban (Costanza, 17 giugno 1997) è una tennista romena naturalizzata cipriota.

## Carriera
Raluca Șerban ha vinto 14 titoli in singolare e 15 titoli in doppio nel circuito ITF in carriera. Il 1º agosto 2022 ha raggiunto il best ranking mondiale nel singolare, nr 173; il 14 gennaio 2019 ha raggiunto il miglior piazzamento mondiale nel doppio, nr 179.
Dal novembre 2018, ha cambiato nazionalità e ha deciso di rappresentare il Cipro.
Ha fatto il suo debutto nel circuito maggiore al BGL Luxembourg Open 2018, dove riceve una wildcard per il doppio insieme alla bulgara Isabella Šinikova, uscendo di scena nelle semifinali.
Al BNP Paribas Poland Open 2022, invece, fa il suo debutto nel singolare diventando la prima cipriota della storia a riuscirci nell'impresa.

## Statistiche ITF

### Singolare

#### Vittorie (14)
| Torneo $100.000 (0) |
| Torneo $80.000 (0)  |
| Torneo $75.000 (0)  |
| Torneo $60.000 (2)  |
| Torneo $50.000 (0)  |
| Torneo $40.000 (0)  |
| Torneo $25.000 (4)  |
| Torneo $15.000 (3)  |
| Torneo $10.000 (5)  |

| N.  | Data              | Torneo                                                               | Superficie  | Avversaria in finale       | Punteggio      |
| 1.  | 19 aprile 2015    | Heraklion Hellenic Zeus Circuit, Heraklion                           | Cemento     | Cristina Sánchez-Quintanar | 6-2, 6-3       |
| 2.  | 26 aprile 2015    | Heraklion Hellenic Zeus Circuit, Heraklion                           | Cemento     | Anna Bondár                | 4-6, 6-4, 6-1  |
| 3.  | 17 aprile 2016    | Heraklion Hellenic Zeus Circuit, Heraklion                           | Cemento     | Cristiana Ferrando         | 6-3, 7-6(4)    |
| 4.  | 13 novembre 2016  | Heraklion Hellenic Zeus Circuit, Heraklion                           | Cemento     | Gabriella Taylor           | 6-4, 7-5       |
| 5.  | 20 novembre 2016  | Heraklion Hellenic Zeus Circuit, Heraklion                           | Cemento     | Nina Kruijer               | 3–6, 4–0, rit. |
| 6.  | 29 gennaio 2017   | GD Tennis Cup, Adalia                                                | Terra rossa | Alēna Fomina               | 6-2, 6-3       |
| 7.  | 14 maggio 2017    | Tennis Organisation Cup, Adalia                                      | Terra rossa | Dasha Ivanova              | 7-5, 6-2       |
| 8.  | 4 marzo 2018      | Lyttos Beach ITF Pro Circuit, Heraklion                              | Terra rossa | Anastasia Dețiuc           | 6-3, 5-7, 6-2  |
| 9.  | 7 ottobre 2018    | Forte Village International Tournament, Pula                         | Terra rossa | Anastasia Grymalska        | 7-6(2), 6-4    |
| 10. | 28 ottobre 2018   | Republican Girls, Istanbul                                           | Cemento (i) | Nina Stojanović            | 6-2, 7-5       |
| 11. | 26 settembre 2021 | Santarém Ladies Open, Santarém                                       | Cemento     | Darija Snihur              | 6-3, 6-4       |
| 12. | 17 aprile 2022    | Bellinzona Ladies Open, Bellinzona                                   | Terra rossa | Ekaterine Gorgodze         | 6-3, 6-0       |
| 13. | 22 ottobre 2022   | Internacionales de Andalucia Femeninos de Tenis Copa Nadia, Siviglia | Terra rossa | İpek Öz                    | 6-3, 6-0       |
| 14. | 6 aprile 2024     | Engie Open Florianópolis, Florianópolis                              | Terra rossa | Séléna Janicijevic         | 7-5, 6-2       |

#### Sconfitte (11)
| Torneo $100.000 (0) |
| Torneo $80.000 (0)  |
| Torneo $75.000 (0)  |
| Torneo $60.000 (4)  |
| Torneo $50.000 (0)  |
| Torneo $40.000 (0)  |
| Torneo $25.000 (4)  |
| Torneo $15.000 (2)  |
| Torneo $10.000 (1)  |

| N.  | Data              | Torneo                                                       | Superficie  | Avversaria in finale   | Punteggio        |
| 1.  | 19 giugno 2016    | Tennis Organisation Cup, Adalia                              | Terra rossa | Ayla Aksu              | 3-6, 3-6         |
| 2.  | 19 marzo 2017     | Heraklion Hellenic Zeus Circuit, Heraklion                   | Terra rossa | Dejana Radanović       | 4-6, 6(1)-7      |
| 3.  | 17 settembre 2017 | GD Tennis Cup, Adalia                                        | Terra rossa | Despoina Papamichaīl   | 6-3, 2-6, 6(6)-7 |
| 4.  | 22 aprile 2018    | ITF Women's Circuit Chiasso, Chiasso                         | Terra rossa | Cindy Burger           | 7–6(4), 4–6, 3–6 |
| 5.  | 6 maggio 2018     | Balatonboglar Ladies Open, Balatonboglár                     | Terra rossa | Kaja Juvan             | 4-6, 1-6         |
| 6.  | 10 novembre 2018  | Pavlov Cup, Minsk                                            | Cemento (i) | Julija Hatoŭka         | 5-7, 5-7         |
| 7.  | 19 febbraio 2023  | Guanajuato Open, Irapuato                                    | Cemento     | Kamilla Rachimova      | 0-6, 6-1, 2-6    |
| 8.  | 7 maggio 2023     | Baseblue Pro Series, Larnaca                                 | Terra rossa | Tímea Babos            | 4-6, 7-5, 6(5)-7 |
| 9.  | 11 giugno 2023    | Internazionali Femminili di Tennis Città di Caserta, Caserta | Terra rossa | Hailey Baptiste        | 3-6, 2-6         |
| 10. | 16 luglio 2023    | Torneo Internazionale Femminile Antico Tiro a Volo, Roma     | Terra rossa | Jéssica Bouzas Maneiro | 2-6, 4-6         |
| 11. | 28 settembre 2024 | Serbian Tennis Tour, Kuršumlijska Banja                      | Terra rossa | Lola Radivojević       | 2-6, 6(7)-7      |

### Doppio

#### Vittorie (15)
| Torneo $100.000 (0) |
| Torneo $80.000 (0)  |
| Torneo $75.000 (0)  |
| Torneo $60.000 (1)  |
| Torneo $50.000 (0)  |
| Torneo $40.000 (2)  |
| Torneo $25.000 (5)  |
| Torneo $15.000 (4)  |
| Torneo $10.000 (3)  |

| N.  | Data             | Torneo                                                                                                 | Superficie  | Compagno             | Avversari in finale                                      | Punteggio           |
| 1.  | 1º novembre 2014 | Hellenic Zeus ITF Pro Circuit, Heraklion                                                               | Cemento     | Oana Georgeta Simion | Natalija Kostić Nevena Selaković                         | 6-4, 6-2            |
| 2.  | 12 ottobre 2015  | Heraklion Hellenic Zeus Circuit, Heraklion                                                             | Cemento     | Viktória Kužmová     | Steffi Distelmans Kelly Versteeg                         | 6-2, 6-0            |
| 3.  | 26 novembre 2016 | Heraklion Hellenic Zeus Circuit, Heraklion                                                             | Cemento     | Vlada Ekshibarova    | Cristiana Ferrando Michaela Boev                         | 6-4, 7-6(4)         |
| 4.  | 18 marzo 2017    | Heraklion Hellenic Zeus Circuit, Heraklion                                                             | Terra rossa | Oana Georgeta Simion | Charlotte Robillard-Millette Carol Zhao                  | 3-6, 7-6(2), [10-2] |
| 5.  | 11 giugno 2017   | Figueira da Foz Ladies Open, Figueira da Foz                                                           | Cemento     | Ayla Aksu            | María Fernanda Herazo Victoria Rodríguez                 | 6–4, 6–1            |
| 6.  | 2 luglio 2017    | Internationaler Württembergische Damen-Tennis-Meisterschaften um den Stuttgarter Stadtpokal, Stoccarda | Terra rossa | Ksenija Bekker       | Laura Schäder Anna Zaja                                  | 6-3, 5-7, [10-5]    |
| 7.  | 27 gennaio 2018  | Internationale Württembergische Hallenmeisterschaften, Stoccarda                                       | Cemento (i) | Laura Ioana Andrei   | Petra Krejsová Jesika Malečková                          | 6-0, 6(7)-7, [10-5] |
| 8.  | 10 febbraio 2018 | GD Tennis Academy, Adalia                                                                              | Cemento     | Oana Georgeta Simion | Mana Ayukawa Nina Stadler                                | 6–2, 7–6(5)         |
| 9.  | 3 marzo 2018     | Lyttos Beach ITF Pro Circuit, Heraklion                                                                | Terra rossa | Michaela Boev        | Gabriela Ana Maria Davidescu Alexandra Maria Stăiculescu | 6–1, 2–6, [10–7]    |
| 10. | 4 maggio 2018    | Balatonboglár Ladies Open, Balatonboglár                                                               | Terra rossa | Anna Bondár          | Ágnes Bukta Dalma Gálfi                                  | 6–1, 7–6(2)         |
| 11. | 12 agosto 2018   | Flanders Ladies Trophy Koksijde, Koksijde                                                              | Terra rossa | Anna Bondár          | Dea Herdželaš Tereza Mihalíková                          | 6–3, 6–0            |
| 12. | 28 luglio 2019   | Advantage Cars Praga Open, Praga                                                                       | Terra rossa | Nicoleta Dascălu     | Lucie Hradecká Johana Marková                            | 6-4, 6-4            |
| 13. | 26 ottobre 2019  | ITF Women's Circuit Nanning, Nanning                                                                   | Cemento     | Ksenija Laskutova    | Cao Siqi Wang Danni                                      | 6-2, 6-4            |
| 14. | 11 febbraio 2023 | CMDX Open, Città del Messico                                                                           | Cemento     | Despoina Papamichaīl | Yuliana Lizarazo María Paulina Pérez                     | 3-6, 6-4, [10-4]    |
| 15. | 1º giugno 2024   | ITF Ladies NRW International, Troisdorf                                                                | Terra rossa | Anca Todoni          | Yana Morderger Chiara Scholl                             | 6-0, 6-3            |

#### Sconfitte (15)
| Torneo $100.000 (0) |
| Torneo $80.000 (1)  |
| Torneo $75.000 (0)  |
| Torneo $60.000 (2)  |
| Torneo $50.000 (0)  |
| Torneo $40.000 (0)  |
| Torneo $25.000 (5)  |
| Torneo $15.000 (2)  |
| Torneo $10.000 (5)  |

| N.  | Data              | Torneo                                                      | Superficie      | Compagno             | Avversari in finale                    | Punteggio              |
| 1.  | 24 febbraio 2014  | Tennis Organisation, Adalia                                 | Terra rossa     | Nicoleta Dascălu     | Li Yihong Zhu Lin                      | 6-3, 3-6, [3-10]       |
| 2.  | 31 maggio 2014    | ITF Women's Circuit Sibiu, Sibiu                            | Terra rossa     | Vendula Žovincová    | Camelia Hristea Oana Georgeta Simion   | 6(2)-7, 1-6            |
| 3.  | 12 marzo 2016     | GD Tennis Cup Women's, Adalia                               | Terra rossa     | Andreea Ghițescu     | Yvonne Neuwirth Nicole Rottmann        | 6–2, 4–6, [5–10]       |
| 4.  | 11 aprile 2016    | Heraklion Hellenic Zeus Circuit, Heraklion                  | Cemento         | Ksenija Bekker       | Cristiana Ferrando Dalma Gálfi         | 4-6, 7-5, [12–14]      |
| 5.  | 13 giugno 2016    | GD Tennis Cup, Adalia                                       | Cemento         | Miriana Tona         | Arianne Hartono Paige Hourigan         | 3-6, rit.              |
| 6.  | 11 marzo 2017     | Heraklion Hellenic Zeus Circuit, Heraklion                  | Terra rossa     | Oana Georgeta Simion | Michaela Hončová Francesca Palmigiano  | 4-6, 3-6               |
| 7.  | 23 luglio 2017    | ITS Cup, Olomouc                                            | Terra rossa     | Michaela Hončová     | Amandine Hesse Victoria Rodríguez      | 6-3, 2-6, [8-10]       |
| 8.  | 10 marzo 2018     | Lyttos Beach ITF Pro Circuit, Heraklion                     | Terra rossa     | Michaela Boev        | Kerrie Cartwright Kariann Pierre-Louis | 4-6, 5-7               |
| 9.  | 27 maggio 2018    | Torneig Internacional Els Gorchs, Les Franqueses del Vallès | Cemento         | Pranjala Yadlapalli  | Giuliana Olmos Laura Pigossi           | 4-6, 4-6               |
| 10. | 22 giugno 2018    | ITF Villa de Madrid, Madrid                                 | Terra rossa (i) | Anastasija Pribjlova | Montserrat González Wang Xiyu          | 4-6, 6(4)-7            |
| 11. | 1º febbraio 2020  | Open GDF SUEZ 42, Andrézieux-Bouthéon                       | Cemento (i)     | Ekaterine Gorgodze   | Jaqueline Cristian Elena-Gabriela Ruse | 6(6)-7, 7-6(4), [8-10] |
| 12. | 26 settembre 2020 | Zubr Cup, Přerov                                            | Terra rossa     | Nicoleta Dascălu     | Chantal Škamlová Tereza Smitková       | 6(5)-7, 6(4)-7         |
| 13. | 30 maggio 2021    | Krka Open Otocec, Otočec                                    | Terra rossa     | Lea Bošković         | Federica Di Sarra Camilla Rosatello    | 4-6, 7-6(4), [4-10]    |
| 14. | 6 maggio 2023     | Baseblue Pro Series, Larnaca                                | Terra rossa     | Maria Slopacha       | Luisa Meyer Miriana Tona               | 5-7, 4-6               |
| 15. | 5 ottobre 2024    | Šibenik Open, Sebenico                                      | Terra rossa     | Anca Todoni          | Živa Falkner Amarissa Tóth             | 1-2 rit.               |